# 廣興國際控股
廣興國際控股有限公司（除牌當時為1131.HK）-- 曾在1997年3月19日於香港交易所主版上市公司，由李萬程家族創立，那時在80年代，當時經營紡織產品。現時由鴻寶資源取代上市。

## 造市案
在2003年7月期間，前執行董事李萬德，以340萬港元行賄基金經理及分析員，作為對方大手買入廣興股票，推高股價獲利，以及為廣興撰寫有利報告，包括軟庫金匯前執行董事林澤焙及前高級副總裁任偉成，以金錢利誘ING基金經理符添福，及以80萬港行賄瑞銀證券前執行董事陳財成，大手購入1880萬股廣興股票，而法庭被判李萬德行賄罪入獄3年，其他判入獄2年不等，而法庭所獲得5005500港元被政府充公。 

## 外部連結
- 鴻寶資源資料 （页面存档备份，存于）
- 廣 興 前 董 事 行 賄 造 市 囚 三 載 星島日報[]